# Friedrich-Wilhelm Krüger
Pour les articles homonymes, voir Krüger.
Friedrich-Wilhelm Krüger est un membre du parti nazi et un SS-Obergruppenführer, General der Polizei (1941) et General der Waffen-SS (1944), né le 8 mai 1894 à Strasbourg (Alsace-Lorraine) et mort par suicide le 10 mai 1945 à Gundertshausen (Autriche).
De 1939 à 1943, il a été le HSSPf (Höhere(r) SS- und Polizeiführer, chef supérieur de la SS et de la Police) dans le Gouvernement général, nom donné par les nazis à la partie orientale de la Pologne occupée, non annexée. Il peut être considéré comme un des principaux responsables de l'Holocauste en Pologne.
Son frère aîné, Walter Krüger, a également été général SS, membre de sa branche militaire ; il s'est aussi suicidé quelques jours après la fin de la guerre en mai 1945.

## Biographie

### Jeunesse, première guerre mondiale et années de crise
Né à Strasbourg, dans l'Alsace-Lorraine annexée, il est le fils du commandant du 27e régiment d'infanterie, le colonel Gustav Alfred Krüger et de Sophie Auguste Luise Elisabeth Helene Glünder.
Il entre en 1909 comme cadet à l'école militaire de Karlsruhe puis à celle de Groß-Lichterfelde.
En juin 1914, il est promu lieutenant en second dans le 25e régiment d'infanterie (de) de l'armée prussienne. Dès le premier jour de la guerre, son père est tué sur le front, à quelques kilomètres de l'endroit où il combat lui-même.Blessé trois fois au cours de la Première Guerre mondiale, il est décoré de la croix de fer première et seconde classe.
Il combat sur le front de l'Ouest (notamment dans la bataille de Liège, la bataille des Frontières, à Ypres et en Alsace), et sur le front de l'Est, en septembre et octobre 1916, en Ukraine. 
Après la guerre, il s'engage dans une brigade navale et, en août 1919, rejoint le corps franc de Kurt-Jürgen Freiherr von Lützow.Son unité participe au putsch de Kapp.En 1920, il retourne à la vie civile et devient employé d'une librairie jusqu'en 1923. En 1924, il est embauché dans l'entreprise de nettoyage public de la ville de Berlin, la BEMAG, jusqu'en 1928 puis, après des gros conflits avec la direction de l'entreprise, devient entrepreneur à son compte.C'est à cette époque qu'il se serait lié d'amitié avec Kurt Daluege, ingénieur dans la même société de nettoyage, et membre influent du parti nazi, futur chef de l'Ordnungspolizei du Troisième Reich.

### Un début de carrière foudroyant au sein du NSDAP
En novembre 1929, Krüger devient membre du parti nazi et, en février 1931, il rejoint la SS qu'il quitte deux mois plus tard pour rejoindre la SA.Il monte rapidement en grade grâce à Daluege et mène une réforme de la formation des recrues de l'organisation.Promu SA-Gruppenführer en 1932, il fait partie du cercle des amis proches d'Ernst Röhm.Il est par ailleurs élu député du Reichstag en 1932.Certaines sources décrivent Krüger à cette période comme le responsable de l'armement illégal de la SA.Himmler aurait dit un jour de lui que si Hitler avait ordonné à Krüger de voler la Grosse Bertha aux Français, il aurait réussi à lui faire passer la frontière vers l'Allemagne sans problème.En juin 1933, il est promu SA-Obergruppenführer et devient le directeur de l'ensemble de la formation pré-militaire des jeunes membres de la SA , appelée SA-Ausbildungswesen : en coopération étroite avec la Reichswehr, il initie l'instruction des meilleurs éléments de la SA pour qu'ils accèdent au rang de cadre (officier ou sous-officier) dans l'armée ; 250 000 jeunes seraient passés par ses centres d'instruction.Tout au début de la purge baptisée « nuit des Longs Couteaux » (du 29 juin au 2 juillet 1934), au cours de laquelle la SA est « décapitée », il transfère les arsenaux de la SA dont il a la charge à la Reichswehr.Peu après, il quitte la SA pour revenir dans la SS avec le même grade que dans la SA (SS-Obergruppenführer) avant d'être promu l'année suivante SS-Oberabschnittsführer (il s'agit d'un grade de supervision d'une circonscription politique).
Son rôle entre la SA, la SS et la Reichswehr est mal connu.Les membres de la SA ont longtemps pensé qu'il avait trahi la SA au profit de la SS au moment de la nuit des Longs Couteaux.En janvier 1935, Hitler décide de dissoudre la SA-Ausbildungswesen alors que la Wehrmacht est créée (remplaçant la Reichswehr) en mai 1935 ; les 13 000 employés de la structure sont requalifiés, et Krüger se retrouve sans affectation d'importance pendant plus de quatre ans.

### Quatre ans de traversée du désert
La dissolution de l'Ausbildungswesen est considérée comme un échec dans sa carrière et Krüger ne doit ses attributions suivantes qu'à son amitié avec Himmler et Daluege.Le 21 février 1936, avec l'approbation personnelle de Hitler, il est nommé inspecteur des unités de gardes-frontières (Grenz-Polizei au sein de la Sicherheitspolizei ou du Zollgrenzschutz) ainsi que le représentant personnel de Himmler lors d’événements officiels du parti nazi.Il se consacre, durant ces années, à sa famille ainsi qu'à ses fonctions de conseiller municipal de la ville de Berlin et de membre honorifique du Volksgerichtshof (le « tribunal du peuple » nazi).Du fait, entre autres, de sa passion pour l'équitation, il est nommé inspecteur de la cavalerie SS en 1938.Il effectue de nombreux voyages de représentation pour le compte de Himmler à cette période, comme en Italie, en mars 1939.Au moment où commence l'invasion de la Pologne par l'Allemagne nazie, il a depuis longtemps fait savoir à Himmler son désir d'être appelé à des fonctions plus importantes.

### Chef de la SS et de la police en Pologne

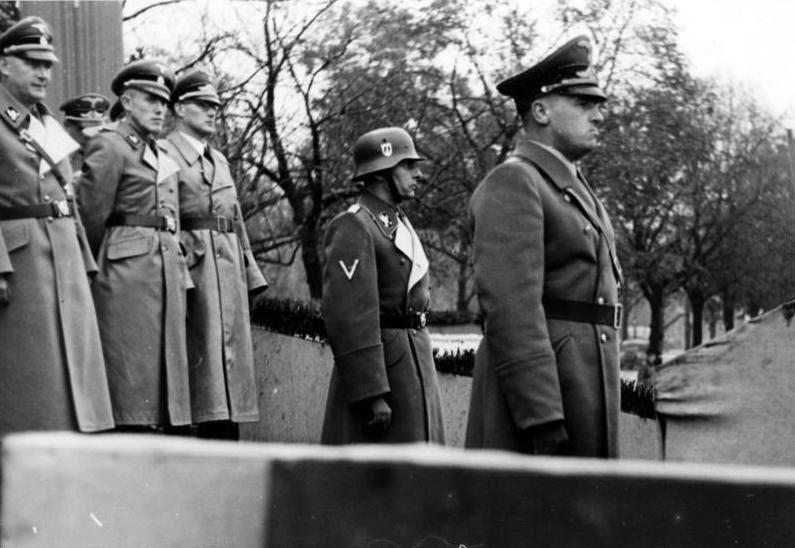
Cracovie, 1939, parade des forces de police : Krüger, portant un casque, se trouve légèrement en retrait derrière le gouverneur Hans Frank.

#### Des attributions très larges
Le 4 octobre 1939, Heinrich Himmler le nomme Höhere SS- und Polizeiführer (HSSPf) pour le Gouvernement général de Pologne, la partie orientale de la Pologne : dans le cadre de cette fonction, il est responsable de la police dans son ensemble (Sicherheitspolizei et Ordnungspolizei), de la « question juive » et de la germanisation du territoire. Dans le cadre du plan de Heydrich de créer des ghettos juifs, Krüger signe le 11 décembre 1939 un décret qui interdit aux Juifs de déménager, de sortir de chez eux entre 21 h et 5 h du matin et, à partir de janvier 1940, de prendre le train.Hans Frank lui confie, au printemps 1940, l'exécution du plan AB-Aktion (opération extraordinaire de pacification), qui vise à éliminer les Polonais résistants ou politiquement suspects en application de l'ordre de Hitler d'anéantir la classe dirigeante polonaise.

#### Un conflit permanent avec l'administration civile
Hans Frank, gouverneur civil de la zone occupée, est en perpétuel conflit avec Krüger et la police ainsi que la SS qu'il dirige, que ce soit à l'échelon central ou à l'échelle des districts, comme dans celui de Lublin, où le conflit entre Odilo Globocnik et Ernst Zörner reproduit celui de Krüger avec Hans  Frank.Ce conflit n'a pas pour objet une quelconque réticence de l'administration civile envers l'extermination des Juifs, comme Frank a essayé de le défendre au procès de Nuremberg, mais bien des questions de pouvoirs et d'attributions : Hans Frank refuse que son pouvoir soit court-circuité par le délégué de Heinrich Himmler dans le territoire, car Krüger n'est responsable que devant ce dernier. S'ensuivent trois années de guerre ouverte, où Frank essaye de cultiver sa propre force de police, le Sonderdienst, sans succès. À la faveur d'une grosse affaire de corruption et de détournement de fonds révélée à la fin 1941 et qui touche Hans Frank, sa femme, et ses proches collaborateurs, la SS obtient que Krüger soit nommé secrétaire d'État aux questions de sécurité dans le Gouvernement général, et se trouve ainsi hiérarchiquement rattaché à Frank, au moins partiellement.

#### La mise en place de la «solution finale»

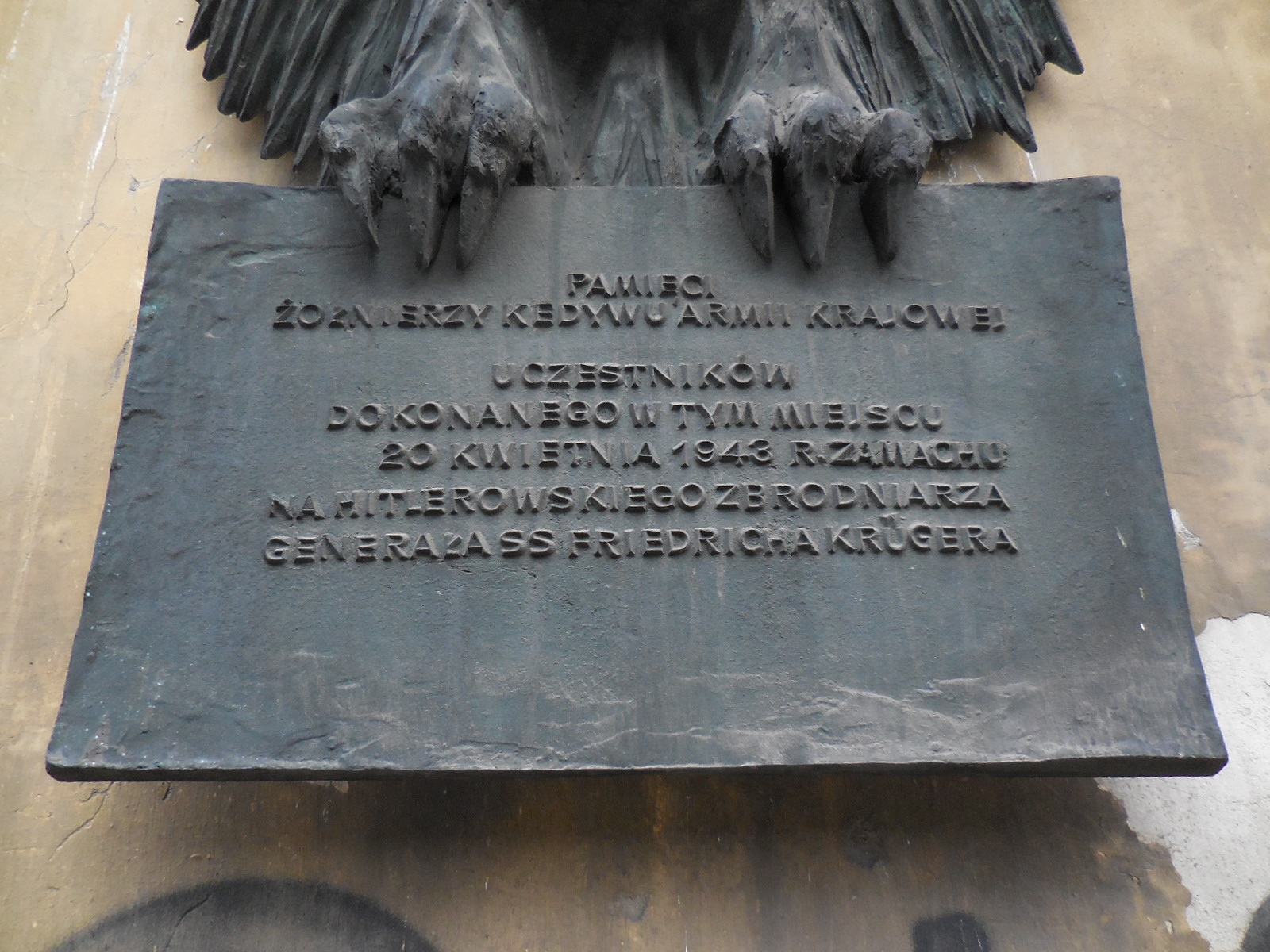
Plaque commémorative de l'attentat de l'Armia Krajowa contre Krüger, le 20 avril 1943 à Cracovie.

Le 2 septembre 1941, Himmler discute avec Krüger de la « question juive » dans le cadre du repeuplement des zones occupées par des colons allemands. Début octobre, Heydrich informe Eichmann de la décision de Hitler prise fin septembre de la destruction physique des Juifs. Le 13 octobre 1941, Krüger rencontre Himmler avec Odilo Globocnik pendant deux heures au cours desquelles Himmler approuve la création du camp d'extermination de Bełżec dans le cadre général d'un « nettoyage général de tout le Gouvernement général des Juifs et des Polonais pour la sécurité du territoire à l'Est ». Le 29 novembre 1941, Krüger est invité par Heydrich à participer à la conférence de Wannsee (prévue fin janvier 1942) mais, comme il s'est blessé assez gravement, c’est l'un de ses adjoints, Karl Eberhard Schöngarth, qui s'y rend à sa place. Le 19 juillet 1942, Himmler lui écrit : « J'ordonne que la réinstallation de toute la population juive dans le Gouvernement général de Pologne soit mise en œuvre et achevée au 31 décembre 1942. Le 31 décembre 1942, il ne doit plus se trouver une seule personne d'origine juive dans le Gouvernement général si ce n'est dans les camps de transit de Varsovie, Cracovie, Radom, Lublin et Czestochowa ».
Le 16 février 1943, Himmler lui envoie l'ordre de vider le ghetto de Varsovie et ensuite de le raser. Les évacuations commencent mais le ghetto se soulève le 19 avril. Krüger dirige alors, depuis Cracovie, la répression du soulèvement par Jürgen Stroop et la SS. La résistance polonaise (Armia Krajowa) ordonne la mort de Krüger, mais le 20 avril 1943, une tentative d'assassinat à Cracovie échoue lorsque deux bombes lancées sur sa voiture ratent leur cible. Le soulèvement est écrasé le 16 mai : Stroop envoie alors un rapport à Krüger et Himmler intitulé : « Il n'y a plus de quartier juif à Varsovie ».

### Le retour à la carrière militaire
Alors que les tensions persistent et augmentent entre la SS de Himmler et l'administration civile de Hans Frank, Hitler refuse de désavouer Frank lors d'une réunion le 6 mai 1943 et somme les parties de se réconcilier. Himmler, s'il veut améliorer la situation, est contraint de désavouer Krüger. À la faveur d'une demande de départ en vacances de la part de ce dernier, Himmler le remplace, à son poste de HSSPf, par Wilhelm Koppe. Krüger quitte la Pologne en novembre 1943 et rejoint alors la Waffen-SS : il est notamment muté dans la 7e division SS « Prinz Eugen » en Yougoslavie. En juin 1944, il prend le commandement de la 6e division SS « Nord » en Finlande puis, d'août 1944 à février 1945, du 5e corps d'infanterie SS de montagne. En février 1945, il est le représentant de Himmler sur le front allemand sud-est et, en avril, il dirige une unité de combat de l'Ordnungspolizei rattachée au groupe d'armées Ostmark.
Il aurait été fait prisonnier lors de la bataille de Prague et se serait suicidé dans un camp américain, le 10 mai 1945 . Son frère, Walter, général dans la Waffen-SS notamment la 2e division SS Das Reich connu pour les crimes de guerre comme le Massacre de Tulle et celui du Massacre d’Oradour-sur-Glane par Adolf Diekmann, il s'est également suicidé, douze jours plus tard, le 22 mai.